# POSTQUEL
POSTQUEL (ang. Postgres Query Language) – pierwotny język zapytań dla RDBMS Postgres, obecnie PostgreSQL. Język ten został opracowany w 1985 r. na Uniwersytecie Kalifornijskim w Berkeley przez zespół programistów pracujących pod kierunkiem prof. Michaela Stonebrakera. POSTQUEL bazował na języku zapytań QUEL, stosowanym od końca lat 70. w bazie Ingres. W 1995 r. Andrew Yu oraz Jolly Chen zastąpili w bazie Postgres POSTQUEL językiem zapytań SQL. Nowe wydanie systemu zarządzania bazą danych nazwano Postgres95. 

## Przykłady zapytań
Podać płace Kowalskiego:
```
 retrieve (PRACOWNICY.placa) from PRACOWNICY where PRACOWNICY.nazwisko = "Kowalski" 
```

Podać wszystkie nazwiska pracowników którzy mają więcej niż 40 lat:
```
 retrieve (P.nazwisko) from P in PRACOWNICY where P.wiek > 40
```

Podać departamenty które zajmują same dane piętro:
```
 retrieve (DEPART.dnazwa)
 where DEPART.pietro NOT-IN {D.pietro from D in DEPART where D.dnazwa != DEPART.dnazwa}
```